# Liste der Naturdenkmale in Biberach (Baden)
| Naturdenkmale | Anzahl |
| ------------- | ------ |
| FND           | 1      |
| END           | 4      |
| Gesamt        | 5      |

Die Liste der Naturdenkmale in Biberach nennt die verordneten Naturdenkmale (ND) der im baden-württembergischen Ortenaukreis liegenden Gemeinde Biberach. In Biberach gibt es insgesamt fünf als Naturdenkmal geschützte Objekte, davon ein flächenhaftes Naturdenkmal (FND) und vier Einzelgebilde-Naturdenkmale (END).
Stand: 31. Oktober 2016.

## Flächenhafte Naturdenkmale (FND)
| Name                     | Bild | Kennung     | Einzelheiten | Position | Fläche Hektar | Datum         |
| ------------------------ | ---- | ----------- | ------------ | -------- | ------------- | ------------- |
| Hangerer Stein           |      | 83170110002 | Biberach     | ???      | 0,0           | 29. Aug. 1963 |
| Legende für Naturdenkmal |      |             |              |          |               |               |

## Einzelgebilde (END)
| Name                     | Bild | Kennung     | Einzelheiten | Position | Fläche Hektar | Datum         |
| ------------------------ | ---- | ----------- | ------------ | -------- | ------------- | ------------- |
| Große Edelkastanie       |      | 83170110001 | Biberach     | ???      | 0,0           | 29. Aug. 1963 |
| Große Eiche              |      | 83170110003 | Biberach     | ???      | 0,0           | 15. Jan. 1974 |
| Große Eiche              |      | 83170110005 | Biberach     | ???      | 0,0           | 27. Juni 1980 |
| Stechpalme               |      | 83170110004 | Biberach     | ???      | 0,0           | 30. Apr. 1949 |
| Legende für Naturdenkmal |      |             |              |          |               |               |